# 芝加哥当代艺术博物馆
芝加哥当代艺术博物馆（英語：Museum of Contemporary Art, Chicago，MCA），是美国芝加哥的一所当代艺术博物馆。该博物馆成立于1967年，是世界上最大的当代艺术场所之一。馆内的收藏品包含第二次世界大战后视觉艺术的数千种物品。作为画廊式的博物馆，全年都有独立策划的展览,每个展览可以由临时租借的展品、永久收藏品或两者的结合组成。
该博物馆曾举办过多个著名的首次展览，包括Frida Kahlo的首次美国展览和杰夫·昆斯的首次个人博物馆展览。 昆斯后来在博物馆展出了一个展览，打破了博物馆的出展记录。目前记录参观人数最多的展览的是村上隆2017年作品展。 博物馆的藏品包括贾斯培·琼斯、安迪·沃霍尔、辛迪·舍曼、卡拉·沃克和亚历山大·考尔德的1940至1970年代后期超现实主义、波普艺术、极简主义和概念艺术的历史性作品、1980年代后现代主义的著名藏品以及当代绘画、雕塑、摄影、录像、装置和相关媒体。它还介绍了舞蹈，戏剧，音乐和多学科艺术。

## 历史
建于1967年，是世界最大的现代美术馆之一。该馆收藏有数千件战后视觉艺术作品。弗里达·卡罗在美国的首次展览就在这里举行。杰夫·昆斯的首次个人展也在这里举行。